# Friedrich Kössing
Friedrich Kössing (Pseudonym: K. Sing; * 15. Februar 1825 in Mimmenhausen; † 10. Januar 1894 in Freiburg im Breisgau) war deutscher römisch-katholischer Theologe, Geistlicher und Hochschullehrer.

## Leben
Kössing absolvierte das Gymnasium in Konstanz und studierte ab 1845 an der Universität Freiburg im Breisgau Theologie, unter anderem unter Franz Anton Staudenmaier, Adalbert Maier und Johann Baptist von Hirscher. Er wurde am 7. September 1849 in St. Peter auf dem Schwarzwald, wo das Priesterseminar Freiburg zu dieser Zeit untergebracht war, zum Priester geweiht. Regens des Priesterseminars war sein Onkel Joseph Kössing. Das Vikariat absolvierte er Durmersheim. 1851 erhielt er eine Anstellung als Lehrer am Gymnasium in Donaueschingen. 1853 wurde er an das Heidelberger Gymnasium versetzt, an dem er über zehn Jahre wirkte. In dieser Zeit trat er als Schriftsteller in Erscheinung und wurde 1855 von der Freiburger Universität zum Doktor der Theologie promoviert.
Kössing folgte 1863 einem Ruf als Nachfolger für Johann Baptist von Hirscher als außerordentlicher Professor der Moraltheologie an die Universität Freiburg. 1869 erhielt er eine Stelle als ordentlicher Professor und damit zusätzlich die Bereiche allgemeine Religionslehre und theologische Enzyklopädie. 1876/1877 war er Prorektor der Universität. Er lehrte bis zu seinem Tod.
Kössing trug einige Biographien zu den Badischen Biographieen von Friedrich von Weech bei. Er erhielt 1877 das Ritterkreuz I. Klasse des Ordens vom Zähringer Löwen.

## Werke (Auswahl)
- Dissertatio de anno quo mortem obierit Jacobus frater Domini, Groos, Heidelberg 1857.
- De suprema Christi coena, Reichard, Heidelberg 1858.
- Das christliche Gesetz. Ueber Jakobus II, 8–12, Weiß, Heidelberg 1862.
- Der reiche Jüngling im Evangelium: Erörterungen über die Grundlehren der allgemeinen Moral, Wagner, Freiburg 1868.
- Ueber die katholischen Zustände in Baden bei dem Eintritte in das letzte Viertel dieses Jahrhunderts, Schmidt, Freiburg 1876.
- Ueber die Wahrheitsliebe. Moral-theologische Abhandlung, Schöningh, Paderborn 1893.